# Yıldız Kenter
Ayşe Yıldız Kenter est une actrice turque née le 11 octobre 1928 à Istanbul et morte le 17 novembre 2019 dans la même ville.

## Biographie
Yıldız Kenter est né d'une mère anglaise, Olga Cynthia.

## Filmographie
- Vatan İçin (1951)
- Ağaçlar Ayakta Ölür (1964)
- Anneler ve Kızları (1971)
- Pembe Kadın (1966)
- İsyancılar (1966)
- Yaşlı Gözler (1967)
- Fatma Bacı (1972)
- Ablam (1973)
- Kızım Ayşe (1974)
- Çöl Faresi (1977)
- Hanım (1988)
- Güle Güle (2000)
- Büyük Adam Küçük Aşk (2001)
- Aşk ve Gurur (2002) (série télévisée)
- Saklambaç (2005) (série télévisée)
- Sen Ne Dilersen (2005)
- Balıketi (2007) (TV)
- L'Ange blanc (Beyaz Melek) (2007)